# Торн, Белла
Аннабелла Эйвери «Белла» Торн (англ. Annabella Avery «Bella» Thorne; род. 8 октября 1997 года, Пемброк-Пайнс, Флорида, США) — американская актриса и певица.

## Биография
Белла Торн родилась во Флориде. Она младший ребёнок в семье Рея и Тамары Торн. У неё две старшие сестры — Дани и Кайли — и старший брат Реми, которые также являются актёрами. Будучи шестинедельной малышкой, Белла снялась для каталога «Parents Magazine», с чего и началась её карьера модели. Спустя несколько лет Белла начала сниматься в фильмах и сериалах.
Впервые Торн появилась на экране в 2003 году, исполнив незначительную роль в фильме «Застрял в тебе». Она снялась в эпизоде «I Wanna Be Sedated» телесериала «Красавцы», в эпизоде сериала «Одинокие сердца» в роли юной Тейлор Таунсенд, появилась во втором сезоне телесериала «Грязные мокрые деньги», играя во второстепенном составе и в эпизоде телесериала «Дорога в осень». В 2010 году получила главную роль в телесериале «Танцевальная лихорадка», где играла Сиси Джонс (которая также страдает дислексией).
Наиболее известна по роли Тэнси Хенриксон в телесериале «Большая любовь» и роли Сиси Джонс в телесериале канала Disney «Танцевальная лихорадка». Она также известна своими ролями в фильмах «Смешанные», «Александр и ужасный, кошмарный, нехороший, очень плохой день», «Простушка» и «Идеальный кайф».
Её голос использовался в озвучивании компьютерной игры «Муравей Балли».
В 2008 году Торн, наряду с Тейлором Лотнером и Кристианом Слейтером, появилась в одной из главных ролей в телесериале «Мой личный враг». За эту роль она выиграла премию «Молодой актёр» в 2010 году.
В 2012 году Белла снялась в фильме канала Disney «Заклятые друзья», а в 2014 году — в комедии «Смешанные».
16 мая 2014 года состоялась премьера сингла «Call it Whatever», а 29 мая вышел клип на эту песню. Позднее песня вошла в её дебютный мини-альбом Jersey.
В августе 2020 года Белла Торн установила новый рекорд сервиса OnlyFans, заработав более 1 миллиона долларов в течение 24 часов после присоединения к платформе и более 2 миллионов долларов менее чем за неделю. Её деятельность на OnlyFans вызвала споры после того, как она якобы пообещала обнаженные фотографии за 200 долларов, но вместо этого предоставила только фотографии в нижнем белье, что привело к целому ряду возвратов денег. После этого инцидента были введены новые ограничения, ограничивающие сумму, которую другие авторы на платформе могут взимать и как быстро они могут получить оплату, хотя OnlyFans заявила, что эти ограничения не связаны с Торн, а являются частью «эволюционного процесса». Действия Торн вызвали негативную реакцию среди работников секс-бизнеса, которые посчитали, что Торн эгоистично присвоила их профессию.

## Личная жизнь
С 2014 по 2016 год встречалась с актёром Греггом Салкином. 23 августа 2016 года на своей странице в Twitter Белла призналась в бисексуальности.
Летом 2016 года начала встречаться с Тайлером Пози, но в ноябре того же года пара рассталась.
В 2017 году некоторое время встречалась с американским рэпером Густавом Аром, более известным как Lil Peep, который скончался 15 ноября 2017 года от передозировки наркотических веществ.
С сентября 2017 по февраль 2019 года Торн состояла в отношениях с музыкантом Модом Саном. В июне 2019 года музыкант заявил, что во время 15 месяцев их отношений они были женаты, но развелись.
В детстве Белла страдала дислексией и в школе подвергалась нападкам сверстников.
Белла Торн оказывает активную поддержку различным общественным организациям, таким как Общество защиты животных Соединённых Штатов, Фонд борьбы с муковисцидозом и Nomad Organization — организации, которая помогает в предоставлении образования, питания и медицинского обеспечения африканским детям.
С апреля 2019 года по июнь 2022 года она состояла в отношениях с итальянским певцом и актером Бенджамином Масколо, и они объявили о своей помолвке в марте 2021 года. Однако в июне 2022 года пара официально объявила о своем разрыве.  В мае 2023 года Торн объявила о своей помолвке с предпринимателем и продюсером Марком Эммсом.

## Фильмография
| Год       |    | Русское название                                             | Оригинальное название                                       | Роль                             |
| --------- | -- | ------------------------------------------------------------ | ----------------------------------------------------------- | -------------------------------- |
| 2003      | ф  | Застрял в тебе                                               | Stuck on You                                                | фанатка MV Sideline              |
| 2006      | с  | Джимми Киммел в прямом эфире                                 | Jimmy Kimmel Live!                                          | Джесс / пародистка Кита Ричардса |
| 2006      | ки | —                                                            | Ant Bully                                                   | детёныш муравья                  |
| 2006      | с  | Красавцы                                                     | Entourage                                                   | ребёнок                          |
| 2007      | ф  | Завершая игру                                                | Finishing the Game: The Search for a New Bruce Lee          | Additional Extra                 |
| 2007      | с  | Одинокие сердца                                              | The O.C.                                                    | Тейлор Таундсенд в детстве       |
| 2007      | ф  | —                                                            | The Seer                                                    | Клэр в детстве                   |
| 2008      | ф  | —                                                            | Blind Ambition                                              | Аннабелла                        |
| 2008      | с  | Дорога в осень                                               | October Road                                                | Анжела Ферилли                   |
| 2007—2008 | с  | Грязные мокрые деньги                                        | Dirty Sexy Money                                            | Марго Дарлинг                    |
| 2008      | с  | Мой личный враг                                              | My Own Worst Enemy                                          | Рути Спайви                      |
| 2009      | с  | Материнство                                                  | In the Motherhood                                           | Энни                             |
| 2009      | с  | Сознание                                                     | Mental                                                      | Эмили                            |
| 2009      | ф  | Не забывай меня                                              | Forget Me Not                                               | Анжела в детстве                 |
| 2009      | с  | —                                                            | Little Monk                                                 | Уэнди                            |
| 2010      | ф  | Одно желание                                                 | One Wish                                                    | курьер                           |
| 2010      | с  | Большая любовь                                               | Big Love                                                    | Тэнси Хенриксон                  |
| 2010      | с  | Волшебники из Вэйверли Плэйс                                 | Wizards of Waverly Place                                    | Нэнси Люк                        |
| 2010      | ф  | —                                                            | Raspberry Magic                                             | Сара Паттерсон                   |
| 2010—2013 | с  | Танцевальная лихорадка!                                      | Shake It Up!                                                | СиСи Джонс                       |
| 2011      | с  | Держись, Чарли!                                              | Good Luck Charlie                                           | СиСи Джонс                       |
| 2012      | тф | Заклятые друзья                                              | Frenemies                                                   | Авалон Грин                      |
| 2014      | ф  | Смешанные                                                    | Blended                                                     | Хиллари Фридман                  |
| 2014      | мс | Финес и Ферб                                                 | Phineas and Ferb                                            | Бриджитт                         |
| 2014      | ф  | Александр и ужасный, кошмарный, нехороший, очень плохой день | Alexander and the Terrible, Horrible, No Good, Very Bad Day | Селия Родригес                   |
| 2015      | ф  | Простушка                                                    | The Duff                                                    | Мэдисон Морган                   |
| 2015      | с  | Кей Си. Под прикрытием                                       | K.C. Undercover                                             | Джоли                            |
| 2015      | с  | Крик                                                         | Scream                                                      | Нина Паттерсон                   |
| 2015      | ф  | Элвин и бурундуки 4                                          | Alvin and the Chipmunks: The Road Chip                      | Эшли Грей                        |
| 2016      | ф  | Друзья до гроба                                              | Shovel Buddies                                              | Кейт                             |
| 2016      | ф  | Хэллоуин Мэдеи                                               | Boo! A Madea Halloween                                      | Рэйн Мэтисон                     |
| 2016      | мф | Рэтчет и Кланк: Галактические рейнджеры                      | Ratchet & Clank                                             | Кора Вералюкс                    |
| 2017—2018 | с  | Популярна и влюблена                                         | Famous In Love                                              | Пейдж Таунсен                    |
| 2017      | ф  | Взлом                                                        | Keep Watching                                               | Джейми Митчелл                   |
| 2017      | ф  | Ужас Амитивилля: Пробуждение                                 | Amityville: The Awakening                                   | Белль Уокер                      |
| 2017      | ф  | На одной волне                                               | You Get Me                                                  | Холли Виола                      |
| 2017      | ф  | Няня                                                         | The Babysitter                                              | Эллисон                          |
| 2017      | ф  | Опасный пассажир                                             | Ride                                                        | Джессика                         |
| 2018      | ф  | Нация убийц                                                  | Assassination Nation                                        | Риган Холл                       |
| 2018      | ф  | Полночное солнце                                             | Midnight Sun                                                | Кэти Прайс                       |
| 2018      | ф  | Ремнант: Всё ещё вижу тебя                                   | I Still See You                                             | Вероника Колдер                  |
| 2018      | ф  | Смерть и жизнь Джона Ф. Донована                             | The Death and Life of John F. Donovan                       | Джанетт                          |
| 2020      | ф  | Дурная слава                                                 | Infamous                                                    | Ариэль Саммерс                   |
| 2020      | ф  | Няня: Королева убийц                                         | The Babysitter: Killer Queen                                | Эллисон                          |
| 2020      | ф  | В ринге только девушки                                       | Chick Fight                                                 | Оливия                           |
| 2020      | ф  | Девушка                                                      | Girl                                                        | Девушка                          |
| 2021      | ф  | Маскарад                                                     | Masquerade                                                  | Роза                             |
| 2021      | ф  | Привычка                                                     | Habit                                                       | Мэдс                             |
| 2021      | ф  | После пробуждения                                            | Time Is Up                                                  | Вивиан                           |
| 2021      | с  | Американские истории ужасов                                  | American Horror Stories                                     | Марси                            |
| 2022      | ф  | Опасная игра                                                 | Game of Love                                                | Вивиан                           |

## Синглы
- Bella Thorne — Rockin’ Around the Christmas Tree
- Bella Thorne — TTYLXOX
- Bella Thorne and Zendaya — Fashion Is My Kryptonite
- Bella Thorne and Zendaya — Watch Me
- IM5 and Bella Thorne — Can’t Stay Away
- Bella Thorne and Pia Mia — Bubblegum Boy
- Bella Thorne — Blow The System
- Bella Thorne — Get’cha Head In The Game
- Bella Thorne — Ring Ring
- Bella Thorne & Roshon — Let’s Get Tricky
- Bella Thorne — Christmas Wrapper
- Bella Thorne and Zendaya — Contagious Love
- Bella Thorne — Bad Case Of You
- Bella Thorne — Call It Whatever
- Bella Thorne — Jersey
- Bella Thorne — Paperweight
- Bella Thorne — One More Night
- Bella Thorne — Boyfriend Material
- Bella Thorne & Prince Fox — Just Call
- Bella Thorne — Bitch I’m Bella Thorne
- Bella Thorne — Goat
- Bella Thorne — Pussy Mine
- Steve Aoki feat. Bella Thorne — Do Not Disturb
- Bella Thorne — Lonely
- Bella Thorne — SFB
- Bella Thorne — Shake It
- Bella Thorne feat. Malina Moye — Phantom
- Bella Thorne feat. Juicy J — In You